# Hospital de Palamós
L'Hospital de Palamós és un hospital general bàsic d'àmbit comarcal, que forma part de la Xarxa d'Hospitals d'Utilització Pública (XHUP), proveïdor de serveis del Servei Català de la Salut a la comarca del Baix Empordà.
Es va inaugurar l'any 1986, i se li assignava una població de referència d'uns 60.000 habitants. Actualment, té 125.000 habitants censats els mesos d'hivern, i una població estacional que arriba a les 600.000 persones durant els mesos d'estiu.
L'any 1988 es va construir un edifici nou, annex a l'hospital, estrenat l'any 2000. Aquest edifici inclou el CAP de Palamós i alguns serveis de l'hospital que es van poder externalitzar físicament: laboratori, hemodiàlisi, rehabilitació ambulatòria, direcció i administració, i els serveis centrals no assistencials.
La Fundació Mossèn Miquel Costa, gestora de l'hospital, aposta per l'atenció primària, en un intent de controlar l'ambulatorització i el creixement desordenat de l'activitat hospitalària. A partir de l'any 1993 es van incorporar progressivament la gestió de les Àrees Bàsiques de Salut (ABS) de la comarca del Baix Empordà, llevat de Sant Feliu de Guíxols, gestionada per l'Institut Català de la Salut (ICS). D'aquesta manera s'intenta controlar el creixement de les consultes externes i urgències hospitalàries. El trasllat dels esmentats serveis permet la creació d'una unitat mixta d'hospital de dia (mèdic i quirúrgic) i una remodelació de consultes externes, farmàcia i radiologia.
Actualment, l'Hospital de Palamós compta amb una capacitat de cent llits per a malalts aguts. Fins al 16 de gener de 2019 el responsable gerent n'era Jordi Calsina i Soler, succeït aleshores per Xavier Pérez.

## Acreditacions
- L'Hospital de Palamós està acreditat des de 2008 per a la recollida de mostres de sang de cordó umbilical i disposa d'un protocol específic que es posa en marxa en tots els parts en què la dona que ha de tenir el fill ha donat prèviament el seu consentiment per a la donació. Així, la mitjana de mostres que es recullen a l'Hospital de Palamós és de 400-500 anuals, que representen pràcticament la meitat de tots els parts que es porten a terme.[2]

- Les cafeteries dels centres Palafrugell Gent Gran i Palamós Gent Gran reben l'acreditació Alimentació Meditarrània (AMED), un programa que promou l'alimentació mediterrània i que està liderat per l'Agència de Salut Pública de Catalunya.[3] Al mes de març de 2011, l'autoservei de restauració de l'Hospital de Palamós també va ser reconegut com a establiment promotor de la dieta Mediterrània.[4]

- L'entitat ofereix una formació de qualitat al costat d'equips de treball formats per bons professionals, amb bona capacitat i experiència docent.[5]
  - Acreditació per la Unitat Docent de Medicina Familiar i Comunitària
  - Acreditació per la Unitat Docent d'Obstetrícia i Ginecologia
  - Acreditació per la Unitat Docent de Medicina Interna

## Història
Els orígens d'aquest centre remunten al 31 de maig de 1768, data de l'obertura d'un testament. Es té constància de l'existència d'un hospital de pobres anterior, però el fil que ens condueix fins a l'hospital actual sorgeix del llegat de Miquel Costa, un religiós palamosí que va ser ordenat prevere a Cusco (Perú). A la catedral d'aquesta ciutat va exercir de sagristà, fins al seu retorn a l'Empordà per motius de salut. Fins a morir, l'any 1768, va ser rector de Sant Genís a Torroella de Montgrí. Anys abans, però, havia instituït per testament la fundació d'un hospital. També va disposar que es construís una capella dedicada a la Mare de Déu del Carme, l'única part que se'n va conservar.
L'any 1938, en plena Guerra Civil espanyola, Palamós va ser bombardejada i una explosió causà grans danys a l'edifici i el deixà inutilitzat. Els malalts i les religioses es van traslladar a Palafrugell. Acabada la guerra, s'habilità per a hospital una casa llogada.
L'any 1941, l'Ajuntament va demanar a l'Estat una compensació pels danys dels bombardejos i, finalment, Palamós s'incorporà a l'àmbit d'actuació de la Dirección General de Regiones Devastadas. Entre 1946 i 1948, en terrenys adquirits pel municipi, es va construir un nou edifici, que va ser entregat l'any 1950 i entrà en servei el 1952.
Els anys setanta es van dur a terme obres d'ampliació, que van introduir conflictes de propietat entre el Patronat i l'Ajuntament. L'any 1972, aquest últim rep, de forma oficial de part de l'Estat, la propietat de l'edifici. Mentrestant, el Patronat va emprendre les obres d'una segona planta i la reestructuració de la resta.
L'any 1981 va marcar l'origen d'un procés de transformació. Van coincidir com a factors desencadenants la imatge únicament d'asil que presentava l'hospital i el dèficit d'assistència de la Seguretat Social a la comarca. Va sorgir, doncs, un debat públic en el qual participa decisivament l'equip mèdic del centre, que reclamava el pas de l'hospital a centre d'aguts, amb l'establiment d'un concert amb el sistema públic.
L'any 1983, es va fer el desplegament del Mapa Sanitari de Catalunya, el qual especifica clarament que a aquesta zona li correspon un Hospital d'utilització pública. El mateix any, l'Ajuntament de Palamós va donar suport al projecte del nou hospital, cedint els terrenys i requalificant-los. També en aquest any es van aprovar els nous estatuts de la Fundació, amb un nou objectiu: prestar serveis sanitaris i socials a la comarca del Baix Empordà.
L'any 1994 es va constituir el Consorci Assistencial del Baix Empordà, que és una empresa pública formada per l'Hospital de Palamós i el Consell Comarcal del Baix Empordà, que gestiona l'Atenció Primària reformada que hi ha a la Comarca (llevat de l'ABS Sant Feliu de Guíxols, que és reformada i la gestiona l'ICS).
L'any 2001 es va constituir l'agrupació d'interès econòmic formada per l'Hospital de Palamós i el CABE, anomenada «Serveis de Salut Integrats Baix Empordà», AIE (SSIBE), per tal d'adaptar-se a les necessitats canviants de l'entorn. Per aquest motiu, al mes de maig es van unificar en l'àmbit de tota l'Entitat les tres línies assistencials existents (At. Primària de Salut, At. Sociosanitària i At. Especialitzada), la gestió operativa, i els sistemes d'informació i d'avaluació, entre d'altres. L'objectiu de la unificació era avançar cap al futur mitjançant un sistema integrat de gestió.
El 2005 es va posar en marxa el centre sociosanitari Palamós Gent Gran, que consta d'una unitat de llarga estada, una unitat de mitja estada, una unitat de residència assistida així com d'un centre i hospital de dia.
El 2008 els oftalmòlegs Bashir el Hayek i Joan Castellví van fer el primer trasplantament de còrnia de la història del centre.

## Unitats Funcionals
L'hospital està estructurat en unitats funcionals d'hospitalització, serveis, unitats administratives, serveis centrals, logística i blocs de consultes externes.

### Recursos d'hospitalització
Disposa de cent llits d'hospitalització convencional, vuit llits de curta estada i dues incubadores.

### Recursos d'activitat ambulatòria
Disposa de 32 Sales de consulta, una sala d'endoscòpia, dotze Places d'unitat de cirurgia sense ingrés i cinc places d'hospital de dia mèdic.